# Josef Gehr
Josef Gehr (* 1958 in Ursensollen) ist ein deutscher Priester.

## Leben
1989 weihte Karl Braun Gehr zum Priester und ernannte ihn zum Kaplan in St. Johannes in Neumarkt in der Oberpfalz. An der Katholischen Universität Eichstätt-Ingolstadt und Ludwig-Maximilians-Universität München erwarb er 1993 das Lizenziat des Kirchenrechts. 1996 promovierte er zum Doktor im Kirchenrecht und zum Domvikar und Diözesanrichter und Ehebandverteidiger am Eichstätter Offizialat. 1997 wurde er Kirchenrektor in Buchenhüll. Ab 1998 war er Vizeoffizial. Zwischen 2002 und 2009 war er Regens des Eichstätter Collegium Willibaldinum. 2009 wechselte er nach Rom an die Kleruskongregation. Anfang 2010 ernannte Papst Benedikt XVI. ihn zum Kaplan Seiner Heiligkeit.

## Publikationen
- Josef Gehr: Die rechtliche Qualifikation der Beschlüsse des Zweiten Vatikanischen Konzils. EOS-Verlag, St. Ottilien 1997, ISBN 978-3-88096-922-3.
- Josef Gehr: Die Bewertung des gerichtlichen Geständnisses und der Parteierklärung vor Gericht : gemäß c. 1536 § 2 CIC/1983. EOS-Verlag, St. Ottilien 1993, ISBN 978-3-88096-922-3.
- Josef Gehr: 400 Jahre Marianische Männerkongregation „Mariä Verkündigung“ zu Eichstätt. Geschichtliche Aspekte und gegenwärtige Bedeutung. Vierhundert Jahre Marianische Männerkongregation „Mariä Verkündigung“ zu Eichstätt. In: Klerusblatt. Band 95, Nr. 8/9, 2015, ISSN 0948-6216, S. 170–177.
- Josef Gehr: Die Kirche braucht heilige Priester. Äußerungen des Apostolischen Stuhles zur Heiligkeit des Priesters anlässlich des Priesterjahres. In: Salvatore Loiero (Hrsg.): Priesterliche Existenz. Gemeinsame Studientagung der Bayerischen Priesterseminare und der Theologischen Fakultät der Katholischen Universität Eichstätt-Ingolstadt. Pustet, Regensburg 2010, ISBN 978-3-7917-2298-6, S. 90.
- Josef Gehr: Das Siegel – Christus Quelle der Identität des Priesters. Ein Beitrag zur Erneuerung des katholischen Priestertums von Kardinal Mauro Piacenza. In: Nicolaus U. Buhlmann, Peter Styra (Hrsg.): Signum in bonum. Festschrift für Wilhelm Imkamp zum 60. Geburtstag. Pustet, Regensburg 2011, ISBN 978-3-7917-2362-4, S. 1185–1202.
- Josef Gehr: Tonsur. In: Axel von Campenhausen (Hrsg.): Lexikon für Kirchen- und Staatskirchenrecht. Band 3, N–Z. Schöningh, Paderborn, ISBN 978-3-506-75142-3, S. 693–694.